# Hyemoschus aquaticus
Hyemoschus aquaticus — вид парнокопитних ссавців родини оленцевих (Tragulidae).

## Поширення
Вид поширений в Західній та Центральній Африці. Його ареал розірваний на 2 частини. Західна частина ареалу включає південний схід Гвінеї та Гвінеї-Бісау, у Сьєрра-Леоне, Ліберії, на півдні Кот-д'Івуар та на південному заході Гани. У східній частині ареалу в Центральній Африці вид поширений від річки Нігер через південний Камерун, Габон, Кабінду (Ангола), Конго та ДР Конго до крайнього заходу Уганди. За оцінками 1999 року чисельність виду становила 278 000 тварин.

## Опис
Дорослі особини важать в середньому 10–12 кг і сягають 80 см завдовжки. Висота в холці 30-35 см. Має приземкувате й округле тіло, тонкі ноги з копитами і безрогу голову. Самці мають ікла. Вид є хорошим плавцем і може залишатися під водою певний проміжок часу. Він здатний за бажанням закривати ніздрі, щоб запобігти потраплянню води в дихальні шляхи. Тіло червонувато-коричневого забарвлення з білими смужками та плямами.

## Спосіб життя
Мешкає у тропічному дощовому лісі неподалік річок та струмків. Веде самотній спосіб життя. Активний вночі. Живиться, переважно, фруктами, горіхами та ягодами. Територіальні тварини. Активно захищають свою територію від порушників своєї статті. Самиці спаровуються з самцями сусідніх територій і народжують єдине дитинча. Вагітність триває 4 місяці.